# Sehnsucht
A Sehnsucht (magyarul: "Vágy") a Rammstein német metalegyüttes második stúdióalbuma, Németországban 1997. augusztus 22-én jelent meg. A borítót Gottfried Helnwien tervezte.

## Számok
| 1.    | Sehnsucht (Vágy)                                   | 4:04 |
| 2.    | Engel (Angyal)                                     | 4:24 |
| 3.    | Tier (Állat)                                       | 3:47 |
| 4.    | Bestrafe mich (Büntess meg)                        | 3:38 |
| 5.    | Du hast (Tiéd vagyok v. Gyűlölsz)                  | 3:55 |
| 6.    | Bück dich (Hajolj le)                              | 3:22 |
| 7.    | Spiel mit mir (Játssz velem)                       | 4:46 |
| 8.    | Klavier (Zongora)                                  | 4:24 |
| 9.    | Alter Mann (Idős férfi)                            | 4:24 |
| 10.   | Eifersucht (Féltékenység)                          | 3:37 |
| 11.   | Küss mich (Fellfrosch) (Csókolj meg (szőrme béka)) | 3:30 |
| 43:51 |                                                    |      |

## Bónusz dalok (kiadástól függően)
- Du hast és Engel, angol nyelvű verzió
- Stripped, Depeche Mode-feldolgozás
- Du riechst so gut '98
- Asche zu Asche kislemez, mint bónusz CD
- Spiel mit mir, Laichzeit, Wollt ihr das Bett in Flammen sehen?, Engel, Asche zu Asche – élőfelvétel